# Bulgarische Fußballnationalmannschaft (U-21-Männer)
Die bulgarische U-21-Fußballnationalmannschaft ist eine Auswahlmannschaft bulgarischer Fußballspieler. Sie unterliegt der Bulgarski futbolen Sojus und repräsentiert ihn auf der U-21-Ebene, in Freundschaftsspielen gegen die Auswahlmannschaften anderer nationaler Verbände, aber auch bei der Europameisterschaft des Kontinentalverbandes UEFA.
Spielberechtigt sind Spieler, die ihr 21. Lebensjahr noch nicht vollendet haben und die bulgarische Staatsangehörigkeit besitzen. Bei Turnieren ist das Alter beim ersten Qualifikationsspiel maßgeblich.

## Geschichte
Die bulgarische U-21 wurde 1976 gegründet. Grund dafür waren die Neuordnung und Regelung der UEFA in diesem Jahr, die die Altersbegrenzung von 23 auf 21 herabsenkte. Zuvor gab es bereits eine U-23, in der die Ursprünge der heutigen U-21-Auswahl liegen. Im Januar 1967 entstand aus einer Idee der „Pokal für U23-Nationalmannschaften“. Insgesamt 17 U-23-Nationalmannschaften nahmen an diesem Wettbewerb teil. Das damalige Turnier war nicht wie heute aufgebaut und ähnelte mehr dem Format von Box-Weltmeisterschaften. Am 7. Juni 1967 kam es zur ersten Partie dieses neuen Pokals. Nach einer Auslosung musste das bulgarische Team der Mannschaft der DDR gegenübertreten. Im heimischen Stara Zagora setzen sich die Osteuropäer mit 3:2 durch und waren erster U-23-Europameister. Viermal in Folge konnte die Mannschaft den Titel verteidigen, verlor ihn aber schließlich gegen Jugoslawien. Die U-23 qualifizierte sich für die Europameisterschaften 1972, 1974 und 1976. Zweimal erreichte das Team das Viertelfinale, 1972 schied man erst im Halbfinale aus.
Für die erste U-21-Europameisterschaft im Jahre 1978 konnten sich die Lavovete qualifizieren. Dort traf die Mannschaft auf die Auswahl Dänemarks. Im Hinspiel gab es eine 1:4-Niederlage für die Osteuropäer. Doch dank eines 3:0-Rückspielerfolgs und dem auswärts erzielten Tor zogen die Weiß-Grün-Roten noch ins Halbfinale des Wettbewerbs ein. In dieser Runde kam es zum Aufeinandertreffen mit den Junioren der DDR. Nachdem der erste Vergleich vor heimischer Kulisse 2:1 gewonnen werden konnte, ging das zweite Spiel 1:3 aus Sicht der Bulgaren aus. Somit wurde die Chance auf eine Finalteilnahme verpasst.
Von da an musste der bulgarische Verband lange warten, bis sich deren U-21-Auswahl wieder für die Europameisterschaft qualifizieren konnte. Erst zur EM 1990 schafften es die Nachwuchsspieler wieder. Im Viertelfinale der Endrunde kam es zur Partie zwischen den Bulgaren und Jugoslawien. Gegen den späteren Endspielteilnehmer gingen beide Spiele verloren. Nachdem die Mannschaft erst auswärts mit 0:2 unterlag, kam sie auch nicht über eine 0:1-Niederlage auf heimischen Boden hinaus.
Inzwischen konnte sich das bulgarische Team nicht wieder über die Qualifikationsrunde zur Europameisterschaft qualifizieren.
Für die Teilnahme zur Europameisterschaft 2006 wurde Bulgarien mit Kroatien, Ungarn, Schweden, Island und Malta in die Gruppe 8 gelost. Zwar blieben große Gegner aus, allerdings war die Quali eine große Enttäuschung. Zwei Siegen, standen einem Unentschieden und sieben Niederlagen gegenüber. Das Team erspielte ein Torverhältnis von 9:17 und kassierte die meisten Gegentreffer dieser Gruppe. Einzig gegen den Tabellenletzten Malta konnte zweimal gepunktet werden. Vor heimischen Fans gelang ein 2:1-Sieg, auswärts erzielte die Mannschaft ein 1:1-Unentschieden. Den zweiten Sieg gab es gegen den späteren Tabellenersten Kroatien. Am 3. Juni 2005 konnte sich das Team mit 2:1 durchsetzen und verpasste den Kroaten die einzige Niederlage in der Qualifikation.
Da die nächste Europameisterschaft nach der EM 2006 nicht erst wie üblich zwei Jahre später, sondern bereits 2007 stattfand, wurde die entsprechende Qualifikation in einem Schnellverfahren ausgespielt. Angefangen mit einer Vorrunde, über eine kurze Gruppenphase mit drei Mannschaften und den Play-off-Games. Bulgarien brauchte erst in die Gruppenphase einsteigen. In der Gruppe 12 wurde ihnen die Ukraine zugelost. Außerdem kam es zum erneuten Aufeinandertreffen mit Kroatien. Es fand nur ein Spiel gegen jede Mannschaft statt, so dass die Teams je einmal Auswärts und einmal Heimrecht hatten. In der ersten Partie gewannen die Bulgaren klar mit 3:0 gegen die ukrainische U-21-Auswahl. Am 3. September 2006 traf die Mannschaft dann wieder auf Kroatien. Wieder konnte man sich mit 2:1 durchsetzen und so qualifizierten sich die Weiß-Rot-Grünen für die Relegationsspiele. Dort kam es im Hin- und Rückspiel zum Vergleich mit Belgien. Nachdem die Bulgaren den Belgiern im Hinspiel noch ein 1:1 abtrotzen konnten, wurde das Rückspiel klar mit 1:4 verloren und die Endrundenteilnahme verpasst.
In der Qualifikation zur Europameisterschaft 2009 mussten sich die U-21-Junioren Bulgariens mit den Mannschaften aus England, Portugal, Montenegro und Irland auseinandersetzen. Nach dem kleinen Erfolg in der Quali 2007, gab es 2009 wieder eine Enttäuschung. Nur zwei Siege und ein Unentschieden gelangen. Insgesamt fünfmal ging die Mannschaft als Verlierer vom Platz. Punkte wurden gegen Portugal, Irland (je ein Sieg) und Montenegro geholt. Mit nur vier erzielten Toren war die Mannschaft genauso schlecht wie der Tabellenletzte aus Irland. Fünf der acht Partien endeten ohne eigenen Torerfolg. Die Torschützen in der Qualifikation waren Waleri Domowtschijski, Atanas Kurdow, Momtschil Zvetanow und der für Montenegro spielende Janko Simovic mit einem Eigentor.

### Teilnahme bei U-21-Europameisterschaften
| 1978                         | Halbfinale         |
| 1980                         | nicht qualifiziert |
| 1982                         | nicht qualifiziert |
| 1984                         | nicht qualifiziert |
| 1986                         | nicht qualifiziert |
| 1988                         | nicht qualifiziert |
| 1990                         | Viertelfinale      |
| 1992                         | nicht qualifiziert |
| 1994 in Frankreich           | nicht qualifiziert |
| 1996 in Spanien              | nicht qualifiziert |
| 1998 in Rumänien             | nicht qualifiziert |
| 2000 in der Slowakei         | nicht qualifiziert |
| 2002 in der Schweiz          | nicht qualifiziert |
| 2004 in Deutschland          | nicht qualifiziert |
| 2006 in Portugal             | nicht qualifiziert |
| 2007 in den Niederlanden     | nicht qualifiziert |
| 2009 in Schweden             | nicht qualifiziert |
| 2011 in Dänemark             | nicht qualifiziert |
| 2013 in Israel               | nicht qualifiziert |
| 2015 in Tschechien           | nicht qualifiziert |
| 2017 in Polen                | nicht qualifiziert |
| 2019 in Italien & San Marino | nicht qualifiziert |
| 2021 in Slowenien & Ungarn   | nicht qualifiziert |
| 2023 in Rumänien & Georgien  | nicht qualifiziert |
| 2025 in der Slowakei         | nicht qualifiziert |

Bemerkung: Zwischen 1978 und 1992 wurde die Endrunde einer U-21-Europameisterschaft nicht in einem Land ausgetragen, sondern durch Hin- und Rückspiele in den jeweiligen teilnehmenden Nationen absolviert.

## Bisherige Trainer
(unvollständig)
- Iwan Kolew

## Ehemalige Spieler
(Auswahl)
- Michail Aleksandrow (Spieler für Borussia Dortmund)
- Waleri Boschinow
- Waleri Domowtschijski (Spieler für Hertha BSC)
- Zwetan Genkow
- Iwan Karadschow
- Atanas Kurdow (Spieler für Bayer 04 Leverkusen)
- Nikolaj Michajlow
- Tschawdar Jankow (Spieler für Hannover 96)
- Martin Toschew
- Radoslaw Wassilew